# Erich Kähler
Pour les articles homonymes, voir Kähler.
Erich Kähler (16 janvier 1906 - 31 mai 2000) est un mathématicien allemand avec des intérêts géométriques très vastes.

## Biographie
Il est né à Leipzig et y a fait ses études. Il a été professeur à Königsberg, Leipzig, Berlin et Hambourg. Plus tard dans sa vie, il s'est intéressé à la philosophie.

## Œuvre
Comme mathématicien, il est connu pour divers résultats :
- le théorème de Cartan-Kähler (en) sur les solutions singulières (en) des systèmes différentiels analytiques non linéaires ;
- l'idée de variété kählérienne (variété complexe munie d'une métrique kählérienne) ;
- les différentielles de Kähler, qui donnent une théorie purement algébrique et ont été largement adoptées en géométrie algébrique.

Dans tout ceci, la notion de forme différentielle joue un rôle central et Kähler fut un des grands acteurs du développement de cette théorie depuis sa création par Élie Cartan.
Il a aussi travaillé sur la mécanique céleste. Il fut un des précurseurs de la théorie des schémas, mais ses idées sur le sujet ne se sont pas répandues.
Les surfaces K3 ont été baptisées ainsi par André Weil en l'honneur de Kummer, Kähler et Kodaira.